# 密西西比學院
密西西比學院（簡稱为MC），是美國一所歷史悠久的私立基督教大學。密西西比學院包括位於密西西比州柯林頓的主校區，坐落於弗洛伍德市和麥迪遜市的衛星校區，以及坐落於州府傑克遜市的法學院。該校創建於1826年，是美國第二古老的浸信會附屬高等教育機構，同時亦為密西西比州歷史最悠久的大學，同時也是美國第一個授予女性學位的大學。

## 歷史

### 創校初期
1826年1月24日，密西西比學院獲得其首份特許狀，由時任密西西比州州長大衛・福爾姆斯（David Holmes）簽署。當時正值美國建國50週年，時任總統為約翰·昆西·亞當斯，全國人口約為960萬人。1827年，根據校董會的建議，校名由「漢普斯特學院」（Hampstead Academy）更改為「密西西比學院」（Mississippi Academy）。學院最初位於密西西比州中部Mount Salus附近的一塊五英畝土地上，該地段原為喬克托族印地安人於1820年簽署條約後轉讓予美國政府的600萬英畝土地之一。隨著學校在1830年12月18日正式升格為大學，其名稱改為「密西西比學院」（Mississippi College），並開始頒授文學、科學與語言等學位。
Mississippi College自創立以來即為私立並採男女合校制度。1831年，密西西比學院成為美國第一所向女性學生頒授學位的男女同校大學。該年，兩位女性學生艾莉絲・羅賓森（Alice Robinson）與凱瑟琳・霍爾（Catherine Hall）獲授學位。這也是首屆女性畢業生獲頒金質獎章，為美國高等教育史上重要里程碑之一。
1842年，該校轉由長老會管理，然而因財政困難，1850年又歸還原至法人。同年，密西西比浸信會接管該校至今，成為全美第二古老的浸信會所屬的高等教育機構。

### 南北戰爭與重建時期

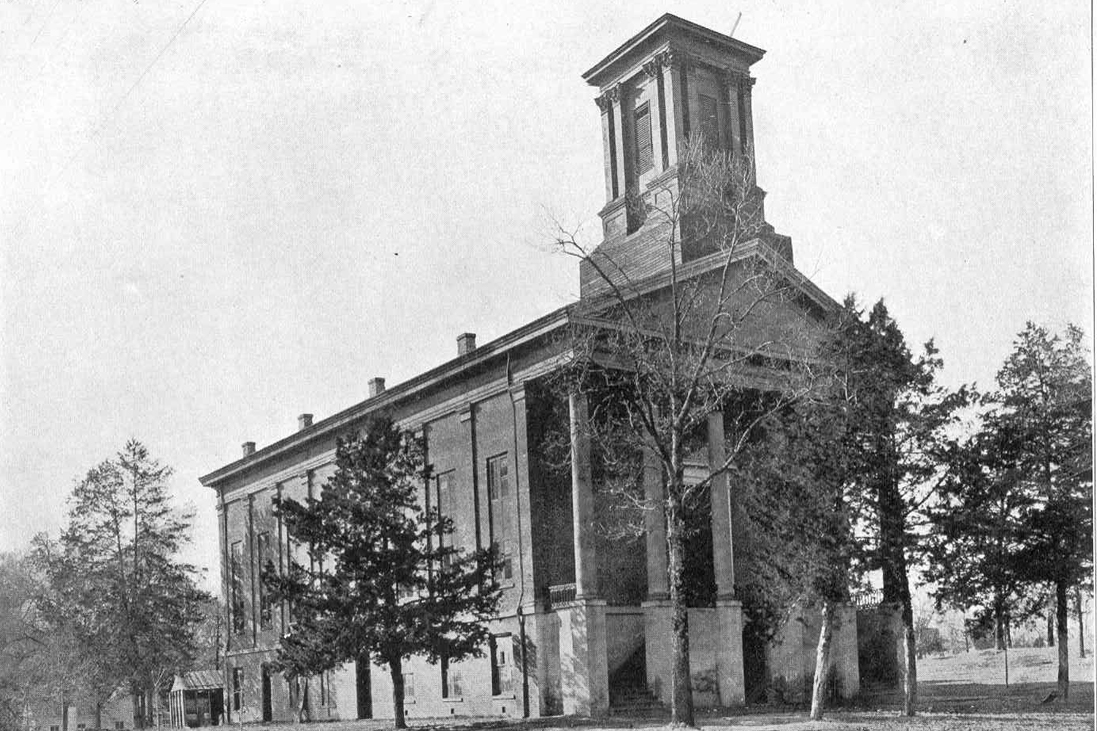
普羅萬教堂

著名的南北戰爭期間，戰爭對教育機構造成嚴重衝擊，密西西比學院亦未能倖免，當時學校運作一度幾近停擺，校舍亦受到毀損。許多學生與教職員、校董及鎮民一同組成「密西西比學院步槍隊」（Mississippi College Rifles），編入第18密西西比步兵團參與戰爭，他們參與多場戰役，主要戰場位於維吉尼亞州北部。該部隊僅少數成員生還返鄉。儘管戰事激烈，學院在內戰期間仍持續運作，期間平均註冊學生僅約30人。
1860年落成的普羅萬教堂亦在戰時被徵用。據記載，該建築曾被美軍尤利西斯·格蘭特將軍用作臨時醫院，以收治其部隊傷員；亦有說法指其一樓空間曾作為馬廄。該禮拜堂現為校園內最古老建築，為基督教研究與哲學系的辦公及教學空間，並常作為舉辦婚禮及聖誕音樂會等活動場地。
戰後半個世紀內，學校註冊人數與校園設施逐步恢復。時任校長華特・希爾曼（Walter Hillman）在出任校長前成功爭取來自美國北方的資金，協助修繕校舍。 校務基金得以重建，學校的建築設施亦隨之整修更新。1911年至1932年間，學校陸續完成普羅萬科學大樓（Provine Science Building）、洛瑞樓（Lowrey Hall）、校友樓（Alumni Hall）與法爾醫院（Farr-Hall Hospital）等建築之興建。學校基金增長至50萬美元，並於1922年通過南方學院與學校協會（Southern Association of Colleges and Schools）之認證。學生人數亦增至400人。
1929年爆發的大蕭條重創全美經濟，城鄉普遍陷入貧困。該校於艱困時期採納各種形式的學費繳納方式，例如以馬鈴薯換取學費，並接受土地、住宅及其他資產捐贈。

### 第二次世界大戰與20世紀後期

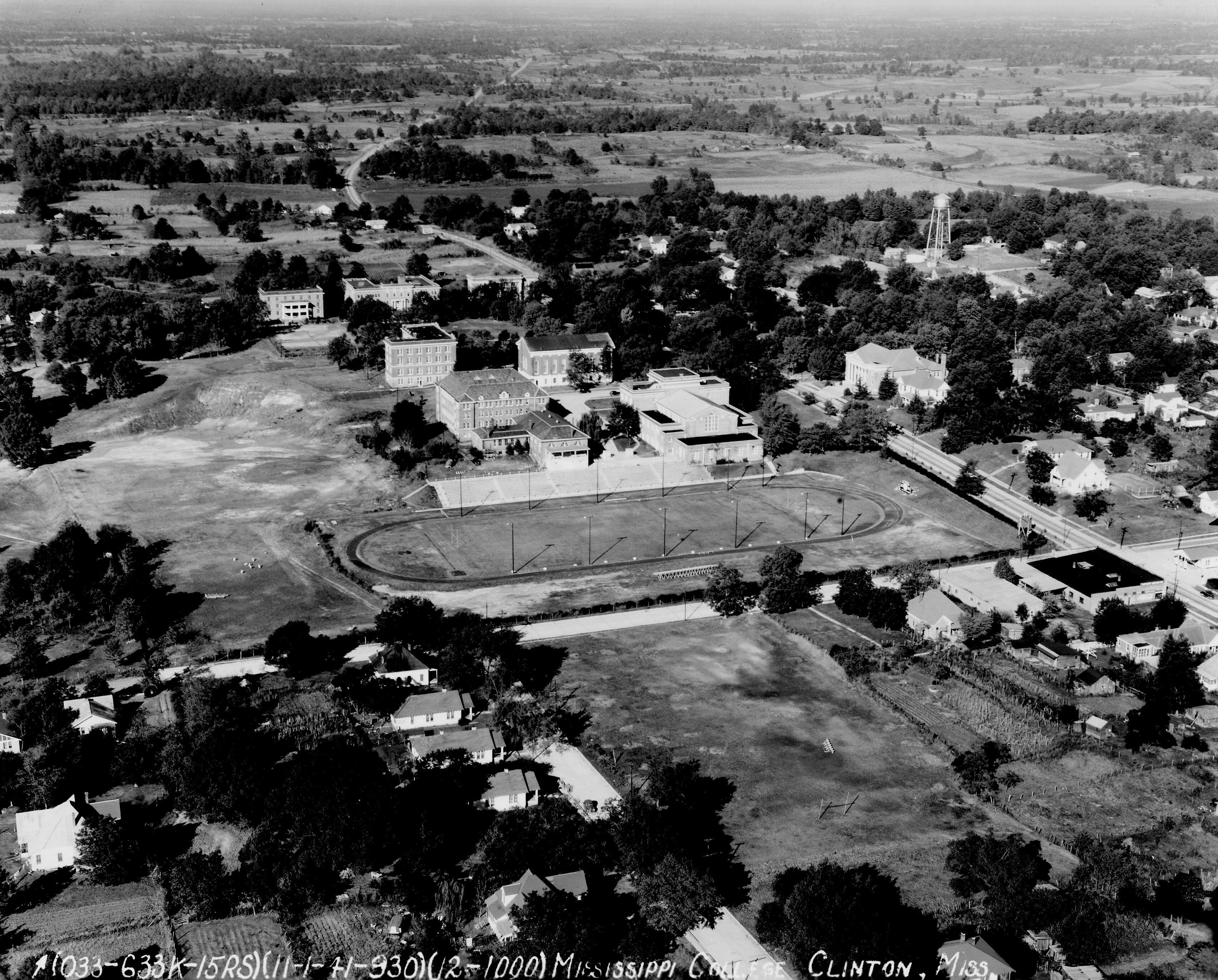
1942年時的密西西比學院

1942年，密西西比學院將希爾曼學院（Hillman College）併入。1948年，學校興建了新的行政大樓—納爾遜樓（Nelson Hall），並新建多棟學生宿舍。

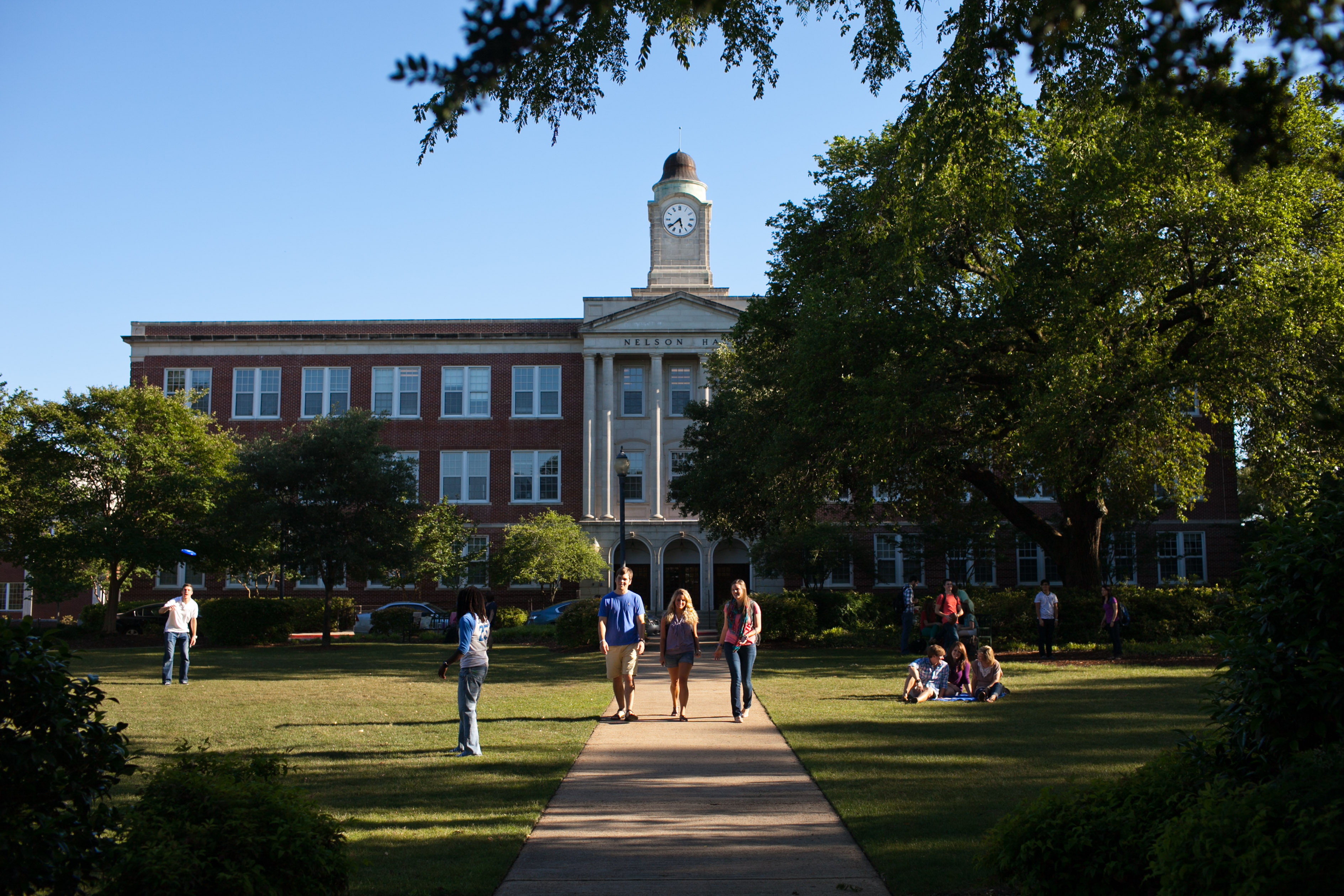
建於1948年的納爾遜樓，現在仍為學校行政中心與主要禮堂

1943年，密西西比學院成為全美131所參與「海軍V-12大學訓練計畫」（V-12 Navy College Training Program）的高校之一，該計畫為學生提供成為美國海軍軍官的培訓途徑。訓練期間，海軍專用克雷斯特曼宿舍（Chrestman）、校友樓（Alumni Hall）及學生餐廳。第二次世界大戰期間，在校學生人數約為550至600人。戰後，隨著退伍軍人返校就學，註冊人數大幅增加，1950年約有1,000名學生，至1956年秋季增至1,581人。
密西西比學院是美國最後一批取消種族隔離政策的私立大學之一，直到1969至1970學年才正式廢除該政策。
1957年至1968年間，學校興建了B.C.羅傑斯學生活動中心（B.C. Rogers Student Center）、赫德曼科學大樓（Hederman Science Building）、塞爾夫樓（Self Hall）及兩棟宿舍，並修復了普羅萬教堂（Provine Chapel）。1969年，護理學院正式成立。1975年，學校收購原傑克遜法學院（Jackson School of Law），成立密西西比學院法學院（Mississippi College School of Law）。同年，原商學部升格為商學院（School of Business）；1977年，原教育學部亦升格為教育學院（School of Education）；1982年，其餘12個系所整合為文理學院（College of Arts and Sciences）。不幸的是，在這段時期的後期，諾貝爾斯在任校長期間，存在着不少污跡，其中包括以其他名義發放體育獎學金，濫用機構基金等罪名，這導致學校被逼退出國家大學生體育聯盟二級賽組，其本人也受到刑事犯罪的調查。
1992年5月，密西西比學院又併入了因招生人數下滑而被迫面臨關閉的克拉克學院（Clarke College）。1990年代期間，學校進行多項擴建與整修工程，包括圖書館、多媒體中心、為護理學院服務的柯克羅夫特樓（Cockroft Hall）、A.E.伍德體育館（A.E. Wood Coliseum）、以及位於傑克遜市中心的法學院大樓、新建了男女學生宿舍，並改建與擴建詹寧斯樓（Jennings Hall）與拉提默館（Latimer House，一座後作為校友接待場所使用的維多利亞風格建築）等設施。
豪威爾·陶德博士(Dr. Howell W. Todd)於1994年7月開始擔任學校校長，其在任內致力於推動密西西比學院邁向21世紀現代化。為達成此目標，陶德博士推動多項校園硬體設施的改善計畫，旨在維護並延續密西西比學院既有的建築風格與特色。並在校內建築下大作文章，修繕並改建了多座歷史悠久的建築，使得密西西比學院的校內建築更富個性。
拉提默–韋伯宿舍（Latimer-Webb Residence Hall）、瑪麗・納爾遜宿舍（Mary Nelson Residence Hall）與惠廷頓宿舍（Whittington Residence Hall）完成整修與改建；納爾遜樓（Nelson Hall）與校友樓（Alumni Hall）也進行了翻新；賽爾夫樓（Self Hall）、法爾樓（Farr Hall）與艾文樓（Aven Hall）同樣接受修繕工程。除翻新工程外，學校亦於詹寧斯樓（Jennings Hall）設置多媒體語言實驗室──外語學習中心（Foreign Language Learning Center），並於艾文藝術大樓（Aven Fine Arts Building）增建先進的隔音音樂練習室。
此後，包括男女學生宿舍、以及一個佔地9,800平方米(106,000平方英尺)的健康中心，以及數學、電腦科學與化學綜合教學大樓。此外，學校全面建置校園網路系統「MCNET」，提供校內行政單位、教職員與學生接入網際網路的服務，並作為內部溝通平台。學校並於此期間新建及翻修了橄欖球場，網球場，棒球場，壘球場，足球場，以及各訓練使用場地。

### 21世紀
2002年，密西西比學院順利完成1996年啟動的「新曙光」（New Dawn）資本募款計畫，總金額達1億美元，為校史上最大規模的募資行動。透過上述在基礎建設、財務資源與科技層面的進展，密西西比學院得以延續其卓越學術傳統與基督信仰使命，持續提供全面性的優質大學教育體驗。
2001年6月，陶德博士（Dr. Howell Todd）在擔任校長七年後退休。隨後，董事會任命商務事務副校長兼管理學教授勞埃德・羅伯茲博士（Dr. Lloyd Roberts）自2001年7月起至2002年6月30日止擔任代理校長。2002年7月1日，李・G・羅伊斯博士（Dr. Lee G. Royce）就任為密西西比學院第十九任校長。
在羅伊斯博士領導下，密西西比學院的註冊人數穩定增長，校園設施重獲新生，並創下捐款總額的歷史新高。學生人數一度達到近5,300人，其中居住於校內宿舍的人數亦創下新高。2015年，經過近二十年來首次興建的新宿舍群──「大學園區」（University Place）正式啟用。位於傑克森市的法學院也進行了多項建設與擴建工程。
自2002年至2015年，密西西比學院的在校學生人數由3,227人增至5,152人，其中包括創紀錄的618名新生。國際學生人數亦大幅上升，自原僅9人增至2015年秋季的創紀錄505人，來自二十多個國家。
2011年，學校新增醫師助理學程（Physician Assistant Program），成為密西西比州首間開設此類學位課程的高等教育機構。密西西比學院目前亦提供教育領導（Educational Leadership）與專業諮商（Professional Counseling）等領域的博士學位課程。
2015年，密西西比學院獲得《第九章民權法案》（Title IX）的豁免資格，使其可基於宗教理由對LGBT學生進行合法的差別待遇。
作為迎接建校200週年（2026年）重整計畫的一部分，學校將自該學年起更名為「密西西比基督大學」（Mississippi Christian University）。

### 歷任校長名錄
密西西比學院歷任校長／校務主任共計23位，其中包括3位代理校長。最初三位領導者的職稱為「校務主任」（Principal），其後正式改為「校長」（President）：
- F. G. 霍普金斯（F. G. Hopkins）：1826年至1828年
- 丹尼爾・康福特（Daniel Comfort）：1828年至1834年
- N. 謝潑德（N. Shepherd）：1835年至1836年
- E. N. 艾略特（E. N. Elliott）：1836年至1837年
- 丹尼爾・康福特（Daniel Comfort）：1837年至1841年（第二任）
- 亞歷山大・坎貝爾（Alexander Campbell）：1842年1月至4月
- 亞歷山大・坎貝爾（Alexander Campbell）：1842年至1844年（第二任）
- 代理校長 羅伯特・麥克連（Robert McLain）：1844年至1845年
- 丹尼爾・康福特（Daniel Comfort）：1845年至1846年（第三任）
- 西緬・科爾頓（Simeon Colton）：1846年至1848年
- 康西德・帕里什（Consider Parish）：1848年至1850年
- 艾薩克・牛頓・厄納（Isaac Newton Urner）：1850年至1867年
- 華特・希爾曼（Walter Hillman）：1867年至1873年
- 華倫・謝爾頓・韋伯（Warren Sheldon Webb）：1873年至1890年
- 詹姆斯・M・摩爾（James M. Moore）：1890年至1891年
- 羅伯特・亞布拉罕・維納布爾（Robert Abram Venable）：1891年至1895年
- 約翰・威廉・普羅文（John William Provine）：1895年至1897年
- 約翰・威廉・普羅文（John William Provine）：1897年至1898年（第二任）
- 威廉・廷代爾・洛瑞（William Tyndale Lowrey）：1898年至1911年
- 約翰・威廉・普羅文（John William Provine）：1911年至1932年（第三任）
- 道森・麥金尼斯・尼爾森（Dotson McGinnis Nelson）：1932年至1957年
- 理查・奧布里・麥克萊摩爾（Richard Aubrey McLemore）：1957年至1968年
- 路易斯・諾布斯（Lewis Nobles）：1968年至1993年
- 代理校長 羅里・李（Rory Lee）：1993年至1994年
- 豪威爾・W・陶德（Howell W. Todd）：1994年至2001年
- 代理校長 勞埃德・羅伯茲（Lloyd Roberts）：2001年至2002年
- 李・G・羅伊斯（Lee G. Royce）：2002年至2018年
- 布雷克・湯普森（Blake Thompson）：2018年至今

## 校園概況
密西西比學院主校區位於密西西比州克林頓市，佔地超過80英畝。密西西比學院法學院則位於密西西比州州府傑克森市市中心。
校內著名建築包括歷史悠久的普羅文教堂（Provine Chapel），這是克林頓校區最古老的建築，於1860年啟用。在南北戰爭期間，美國將軍尤利西斯・S・格蘭特（Ulysses S. Grant）曾將此地作為傷兵的臨時醫院，據傳也曾作為馬廄使用。
1926年啟用的校友堂（Alumni Hall）內設有體育館和游泳池。1948年建成的納爾遜大樓（Nelson Hall）為學校行政大樓，內有斯沃禮堂（Swor Auditorium），為音樂表演的場地。艾文大樓（Aven Hall）內設有珍・皮特曼・威廉姆斯演奏廳（Jean Pittman Williams Recital Hall）和艾文小劇場（Aven Little Theater），分別用於音樂與戲劇演出。薩繆爾・馬歇爾・戈爾美術館（Samuel Marshall Gore Galleries）則定期舉辦美術展覽。
A.E. 伍德體育館（A.E. Wood Coliseum）是MC喬克托人（Choctaws）籃球隊的比賽場地，也是學校畢業典禮舉辦場所。塞爾夫大樓（Self-Hall）為商學院所在地；洛瑞大樓（Lowrey Hall）為原圖書館，現為教育學院所用。麗蘭・斯皮德圖書館（Leland Speed Library）內設有學習資源中心（Learning Resources Center），包含傳播學系的多媒體錄音室。2013年1月啟用的羅伊斯醫學科學中心（Royce Medical Science Center）面積達20,000平方英尺，以榮譽校長李・G・羅伊斯（Lee G. Royce）命名。 面積達106,000平方英尺的浸信會健康中心（Baptist Healthplex）內設有健身房與醫療辦公室，也是醫師助理課程的所在地。科克羅夫特大樓（Cockroft Hall）則為護理學及人體運動學系所在。羅賓森-海爾體育場（Robinson-Hale Stadium）可容納8,500名觀眾，是學校美式足球隊與田徑賽事的主場。
University Place 學生宿舍於2015年8月啟用，可容納189名學生。此八座現代紅磚建築造價1,600萬美元，是克林頓校區近20年來首次新建宿舍設施。
羅達・羅伊斯祈禱花園（Rhoda Royce Prayer Garden）以退休校長李・羅伊斯之妻命名，園內設有噴泉與刻有聖經經文的石塊。2019年1月，MC誦讀障礙中心（MC Dyslexia Center）進行擴建，新增多間用於兒童學習障礙評估的房間及其他辦公空間。

## 美譽
- 密西西比學院連續13年被約翰坦普爾頓基金會選為具有優秀個性建築的機構。
- 密西西比學院在教育領域排名在前2.5%的位置，非科學類領域排名在前3.5%的位置，科學領域排名在前17%的位置。
- 85%的醫學院碩士升學率，這個升學率是美國平均水平的2倍。
- 過去5年有76%的牙醫學院升學率，密西西比學院還為密西西比大學醫學院提供了其16%的牙醫學生。
- 本科生升學獲得博士學位的比例在全美排名第19位。

## 學術概況
商學院獲得 AACSB 認證，位於賽爾夫樓（Self Hall），提供六個本科商業主修科目及工商管理碩士（MBA）課程。擁有850名學生註冊，商業科系是校園內人數最多的本科主修。
教育學院下設人體運動學系、心理與諮商系、師資培育與領導系以及閱讀障礙中心。基督教研究與藝術學院包括藝術系、基督教研究與哲學系、傳播系與音樂系。
人文與社會科學學院涵蓋英文系、現代語言系、歷史與政治科學系、社會學與社會工作系；理學與數學學院則包括生物科學系、化學與生物化學系、電腦科學與物理系、數學系，以及醫師助理學系。護理學院位於克林頓校區的 Cockcroft Hall。密西西比學院法學院位於傑克森市東格里菲斯街（East Griffith Street），目前有超過400名學生。整體而言，密西西比學院提供80多項學術課程。
密西西比學院法學分院坐落於州府傑克遜市的市中心。原名傑克遜法學院，創立於1930年，於1975年歸屬於密西西比學院。
醫師助理學程現有94名學生。專業諮商博士課程為全美首創，招生人數為120人。
密西西比學院的師生比為14:1。 新生的ACT平均成績為24分。
該校亦被 Campus Pride 評為美國「對 LGBTQ 青年最不友善的校園之一」。

### 學士學位
| 藝術系 - 工作室藝術 - 藝術教育 - 平面設計 - 室內設計 生物學系 - 生物學教育 - 普通生物學 - 生物醫藥學 - 生物研究 商學系 - 會計 - 商業管理 - 商業法律 - 商業教育 - 市場營銷 化學和生物化學系 - 生物化學 - 化學物理 - 化學 - 化學教育 - 化學醫藥學 神學和哲學系 - 聖經 - 聖經語言 - 政治 - 哲學 傳媒學系 - 人際及公眾傳媒 - 新聞傳媒 - 大眾傳媒 - 公共關係 電腦科學系 - 電腦科學 - 信息系統 英語系 - 英語 - 英語教育 | 外語系 - 外語和國際貿易 - 法語 - 現代語言 - 西班牙語 歷史和政治科學系 - 司法管理 - 歷史 - 律師助理 - 政治科學 - 社會學教育 運動機能學系 - 運動科學 - 體育和健康科學 - 體育教育 - 營養學 - 體育管理 數學系 - 數學 - 數學教育 音樂系 - 教堂音樂-器樂 - 教堂音樂-鋼琴 - 教堂音樂-聲樂 - 音樂 - 作曲 - 音樂教育-器樂 K-12 - 音樂教育-鋼琴 K-12 - 音樂教育-聲樂 K-12 - 管風琴 - 鋼琴 - 聲樂 - 管樂 護士學系 - 護士學 物理學系 - 物理學 - 物理學中等教育學 | 心理學系 - 心理學 社會學系 - 社會工作 - 社會學 教育及領導學系 - 初等教育 - 特殊教育 交換留學項目 - 巴西留學項目 - 英國倫敦留學項目 - 英國暑期留學項目 - 中国华中师范大学暑期留学项目 - 中国华中师范大学交换生项目 - 法國留學項目 - 法國暑期留學項目 - 香港浸會大學留學項目 - 德國緬因茨交換生項目 - 訪墨西哥護士代表團 - 奧地利薩爾斯堡學院留學項目 - 西班牙阿里坎特大學留學項目 - 韓國淑明女子大學暑期留學項目 - 哥斯達黎加真理大學留學項目 分學院 - 商學院 - 神學及藝術學院 - 教育學院 - 人文學院 - 護士學院 - 科學院 |

### 博士學位
- 法學
- 教育領導
- 專業諮商

## 體育運動
密西西比學院喬克托人曾經一度叱吒NCAA二級賽組，其橄欖球對在1989年奪得了NCAA二級賽組橄欖球的全國冠軍，其後，由於違反了NCAA二級賽組關於參賽球隊隊員招募的體育類獎學金限制規定，被逼推出二級賽組，此後轉戰規定不得對球隊隊員提供體育類獎學金的NCAA三級賽組。直至2014年，密西西比學院恢復以灣岸南區聯盟（Gulf South Conference）成員身分參加全美大學體育協會（NCAA）二級賽組。學校設有以下運動代表隊：美式足球、籃球（男女）、棒球、壘球、網球（男女）、高爾夫（男女）、足球（男女）、排球、田徑（男子室內與戶外、女子室內與戶外）、越野跑（男女）、馬術（女子）以及乒乓球（男女）。
男子棒球隊於2018年奪得灣岸南區聯盟冠軍。
2015年，女子足球隊晉級全國基督教大學體育協會（National Christian College Athletic Association）冠軍賽，與霍頓學院（Houghton College）踢成平手後，在點球大戰中落敗。 2018年秋季，女子足球隊以全國第14名完成賽季，並晉級 NCAA 二級賽組季後賽「甜蜜16強」（Sweet 16）階段。
從2012年到2014年，乒乓球隊連續三年在全國250所參賽大學中排名第二。2015年，該隊於威斯康辛州舉行的全國大學乒乓球協會（National Collegiate Table Tennis Association）比賽中奪得全國冠軍。 在2017–18賽季中，乒乓球隊於德州朗德羅克市（Round Rock）舉行的總決賽中名列全國第三。
2014年秋季，MC成為密西西比州首間成立射箭隊的大學。該校的釣魚隊與運動射擊隊亦參與地區與全國競賽。2017年春季，一名射箭隊員於南達科他州舉行的美國大專射箭錦標賽中，榮獲大專男子狩獵弓組金牌。2018年，男子複合弓組與女子狩獵弓隊於亞拉巴馬州佛利市（Foley）舉行的全國3D錦標賽中雙雙奪冠。
女子壘球隊於2017年贏得灣岸南區聯盟冠軍。
馬術隊創立於2008年。
| 男子 | 女子 |

## 知名校友
- 克利福德·查爾斯沃思（Clifford Eugene Charlesworth），前美國國家航空暨太空總署（NASA）的飛行指揮官，曾參與雙子星計劃與阿波羅計劃，包括阿波羅11號登月任務
- 小泰德·迪比亞西（Theodore Marvin DiBiase Jr.），美國退役職業摔角選手及演員，在WWE的職業生涯為人熟知
- 格雷格·哈珀（Gregg Harper），前美國眾議院行政委員會主席，前美國聯邦眾議院議員[27]
- 菲爾·布萊恩特（Phil Bryant），密西西比州第64任州長（2012-2020）
- 羅斯·巴奈特（Ross Barnett），密西西比州第53任州長（1960-1964）
- 康多莉扎·赖斯（Condoleezza "Condi" Rice），前美國國務卿，於2003年獲密西西比學院法學院頒授榮譽法學博士學位[28]
- 拉里·邁瑞克斯（Larry Myricks），美國田徑運動員，奧運會、世錦賽獎牌得主
- 羅伯特·赫特（Robert Hurt），前美國聯邦眾議院議員（2012-2017）
- 普倫蒂斯·沃克（Prentiss L. Walker），前美國聯邦眾議院共和黨籍議員
- 威廉·溫斯特德（William Arthur Winstead），前美國聯邦眾議院議員（1943-1965）
- 比爾·格林·洛里（Bill Green Lowrey），前美國聯邦眾議院議員（1921-1929）
- 格倫·沃克（Glenn D. Walker），前美國陸軍中將，第4步兵師第一美國陸軍第I軍團的指揮官，前密西西比國民警衛隊的總參謀長
- 威廉·F·溫特（William F. Winter），密西西比州第58任州長
- 亨利·路易斯·惠特菲爾德（Henry Lewis Whitfield），密西西比州第41任州長
- 安德魯·隆吉諾（Andrew Houston Longino）密西西比州第35任州長
- 阿爾伯特·加拉廷·布朗（Albert Gallatin Brown），密西西比第14任州長(1844-1848)，前美國聯邦參議院參議員
- 艾米·塔克（Amy Tuck），密西西比州第30任副州長
- 查爾斯·布拉夫（Charles Hillman Brough），阿肯色州第25任州長
- 詹姆斯·伊格尔（James Philip Eagle），前阿肯色州眾眾議院議長，阿肯色州第16任州長，前美南浸信會大會主席
- 珍妮弗·布蘭寧（Jenifer Branning），前密西西比州參議院共和黨籍參議員
- 喬伊·費林甘（Joey Fillingane），前密西西比州參議院共和黨籍參議員
- 瑪麗·盧·戈德博爾德（Mary Lou Godbold），前密西西比州參議院參議員
- 李·揚西（Lee Yancey），密西西比州眾議院議員
- 詹姆斯·安德鲁·吉普森（James Andrew Gipson）前密西西比州眾議院共和黨籍議員[29]
- 厄爾·班克斯（Earle S. Banks），前密西西比州眾議院民主黨籍議員
- 小威廉·哈維·約翰遜（William Harvey Johnson Jr.），前密西西比州眾議院議員
- 哈羅德·瑞奇（Harold Ritchie），前路易斯安那州眾議員議員（2004–2016）
- 詹姆斯·道（James R. Dow），知名民俗學學者，愛荷華州立大學名譽教授
- 艾爾·斯塔布爾菲爾德（Al Stubblefield）浸信會健康醫療系統（Baptist Health Care, BHC）總裁兼執行長
- 伯納德·艾伯斯（Bernard Ebbers），世界通訊公司共同創辦人及前任CEO
- 李昂·C·梅金森（Leon C. Megginson），著名商學教授
- 佛瑞德·麥卡菲（Fred McAfee），NFL職業球員，曾效力於紐奧良聖徒隊的美式足球明星
- 傑克·阿倫（Jake Allen），NFL職業球員，曾效力於綠灣包裝工隊、克里夫蘭布朗隊、卡爾加里壓路機隊及喬治亞力量隊的美式足球明星
- 梅傑·艾佛瑞特（Major Everett），NFL職業球員，曾效力於費城老鷹隊、克里夫蘭布朗隊及亞特蘭大獵鷹隊的美式足球明星
- 拉里·埃文斯（Larry Evans），NFL職業球員，曾效力於丹佛野馬隊及綠灣包裝工隊的美式足球明星
- 麥可·威廉斯（Michael Williams），NFL職業球員曾效力於費城老鷹隊與亞特蘭大獵鷹隊
- 蘭斯·巴克斯戴爾（Lance Barksdale），美國職業棒球大聯盟裁判
- 哈里·克拉夫特（Harry Francis Craft），美國職業棒球大聯盟（MLB）球員與教練。曾擔任辛辛那提紅人隊的中外野手
- 埃德溫·海爾（Edwin Whitfield Hale），美式足球運動員，入選美國大學橄欖球名人堂
- 莫里斯·查普曼（Morris H. Chapman），前美南浸信會（Southern Baptist Convention, SBC）執行委員會的主席兼首席執行官
- 霍默·埃德溫·楊（Homer Edwin Young），第二浸信會教會的前任主任牧師
- 愛麗絲·海寧（Alice Haining）：演員
- 霍勒斯·紐科姆（Horace Newcomb），前喬治亞大學新聞與大眾傳播學院蘭布丁·凱講座教授
- 珍娜·愛德華茲（Jenna Edwards）美國選美皇后，曾代表佛羅里達州參加2005年美國小姐選美比賽以及2007年美國小姐（Miss USA）選美比賽.獲得「佛羅里達小姐」和「佛羅里達美國小姐」
- 潔琳·伍德（Jalin Wood），曾獲得「密西西比小姐」
- 桑德拉·福斯（Sandra Force），曾獲得「田納西州小姐」選美比賽冠軍
- 巴里·漢娜（Barry Hannah），著名美國作家
- 奧斯頓·卡拉漢（Alston Callahan），著名眼科醫師
- 麥克·卡特（Michael Catt），基督教電影製片人與牧師
- 艾德加·戈德博爾德（Edgar Godbold），前霍華德·佩恩大學校長（1923–1929），前路易斯安那學院校長（1942–1951）[30]
- 喬治·柯爾曼·奧斯本（George Coleman Osborn），歷史學家與作家[31]
- 約瑟夫·特納·派特森（Joseph Turner Patterson），密西西比州前司法部長
- 戴恩·佩里（Dayn Perry），知名體育專欄作家
- 安妮塔·拉傑（Anita Raj），發展心理學家、學者及全球公共衛生研究者
- 安妮塔·蘭弗（Anita Renfroe），知名喜劇演員
- 約瑟夫·H·哈密爾頓（Joseph H. Hamilton），核物理學家，范德堡大學物理學教授

## 外部連結
- 密西西比學院（页面存档备份，存于）
- 密西西比學院法學分學院（页面存档备份，存于）
- 密西西比學院體育（页面存档备份，存于）
- 密西西比學院音樂系（页面存档备份，存于）
- 密西西比學院校友動態

1. ↑  McWilliams, Adam. . 16 WAPT News Jackson. May 14, 2018  [2018-05-16].
2. ↑  Kanengiser, Andy. . Mississippi College. May 14, 2018  [2018-05-16].
3. ↑  . Mississippi College.   [March 25, 2024].
4. 1 2 3  Cooper, Forrest Lamar. . University Press of Mississippi. 2011: 23. ISBN 9781617031489.
5. 1 2 3 4 5 6 7 8 9 10 11 12 13 14 15 16 17 18 19 20  . Mississippi College: About MC. Mississippi College. 2013  [24 December 2013].
6. ↑  McLemore, Richard Aubrey.  1. Hattiesburg, Mississippi: University & College Press of Mississippi. 1973: 361. ISBN 0878050132.
7. ↑  Howell, Walter. (2014). Town and Gown: The Saga of Clinton and Mississippi College. Clinton: Privately printed by McNaughton & Gunn. pp. 149-150. email: walter-howell@comcast.net
8. ↑  . Mississippi Encyclopedia.
9. 1 2  . Campus Pride.   [August 23, 2021].
10. ↑  Williams, Angela. . WAPT. November 18, 2024  [November 18, 2024].
11. ↑  .   [30 April 2025].
12. ↑  . Mississippi College: Catalog. Mississippi College. 2012  [24 December 2013].
13. 1 2 3 4  . Mississippi College: About MC. Mississippi College. 2013  [24 December 2013].
14. ↑  . Mississippi College. 2018  [1 August 2019].
15. ↑  . Mississippi College. 2018  [1 August 2019].
16. ↑  . Mississippi College. 2019  [1 August 2019].
17. 1 2  . Mississippi College: Academics. Mississippi College. 2013  [24 December 2013].
18. ↑  . American Southwest Conference. 2013  [24 December 2013].
19. ↑  . Gochoctaws.com. Mississippi College. 2013  [24 December 2013].
20. ↑  . Gochoctaws.com. Mississippi College. 2018  [1 August 2019].
21. ↑  .   [6 December 2015].
22. ↑  . Gochoctaws.com. Mississippi College. 2018  [1 August 2019].
23. ↑  .   [2015-04-13].
24. ↑  . Mississippi College. 2018  [1 August 2019].
25. ↑  . Mississippi College. 2018  [1 August 2019].
26. ↑  . Congressman Gregg Harper. 2012  [24 December 2013].
27. ↑  . The White House. 2005  [January 26, 2005].
28. ↑  Brown, Adam. . Adam Brown, BYU political Science. February 2011  [24 December 2013].
29. ↑  . lahistory.org.   [August 2, 2013]. （原始内容存档于November 23, 2009）.
30. ↑  . Mississippi Writers Project.